# Flyer 700/800/900
Flyer 700/800/900 — серия городских автобусов, выпускавшихся канадской компанией Western Flyer с 1967 по 1987 год в трёх поколениях.

## Номенклатура
| Тип транспортного средства | Поколения                                                       | Ревизии                                           |
| -------------------------- | --------------------------------------------------------------- | ------------------------------------------------- |
| D = автобус E = троллейбус | 700 = первое 800 = второе 900 = третье (модели 900 / 901 / 902) | (Н/Д) = оригинальная версия A = первая B = вторая |

Например, D901A является первой ревизией варианта 901 от модели 900, оснащенной дизельным двигателем. Иногда номер модели включает в себя ссылку на номинальную ширину и длину, например, D901A-10235. В данном случае 102 относится к ширине (в дюймах), а 35 — к длине (в футах).

## История

### Flyer 700
Western Flyer, небольшой производитель автобусов с 1941 года, диверсифицировал свой рынок в конце 1960-х годов, потому что существующий рынок междугородних перевозок был слишком мал. С 1946 по 1968 год компания выпустила всего 693 автобуса. Чуть позже компания Western Flyer создала прототип D700 и выпустила 379 автобусов по заказу нескольких канадских транспортных агентств в период с 1967 по 1973 год. Обычные канадские версии получили индекс D700A. D700/D700A имел схожий дизайн и стиль с популярными автобусами GM New Look. Первый D700 был продан компании Winnipeg Transit в 1968 году. D700 был разработан с Т-образной схемой привода (где задний двигатель соединён с задней осью в перпендикулярной ориентации), поскольку американская корпорация General Motors не хотела продавать свою запатентованную V-образную схему привода (более компактная компоновка, при которой двигатель встречается с осью под острым углом) за пределами США.
Троллейбус на базе Flyer 700 получил название E700. Всего было выпущено 195 экземпляров: 152 по заказу Toronto Transit Commission и 40 по заказу Hamilton Street Railway. Первый E700 поступил в Торонто в 1968 году. В то время компания Flyer была единственной компанией, которая всё ещё производила троллейбусы в Северной Америке. В 1970 году компания City Transit Company, являвшаяся на тот момент оператором троллейбусной системы в Дейтоне, приобрела одно шасси Flyer E700 и заключила с TTC контракт на оборудование троллейбуса с использованием электрического оборудования, взятого от выведенных из эксплуатации троллейбусов Дейтона. Троллейбус, выпущенный в 1971 году, обслуживался компанией MVRTA, преемником CTC, до середины 1980-х годов. Двое E700 были проданы компании Muni в Сан-Франциско в 1972 году и стали прототипами для более позднего заказа на более чем 300 троллейбусов E800.

### AM General Metropolitan и Flyer 800
В 1970 году компания Western Flyer лицензировала разработку D700 компании AM General. Компания AM General была приглашена для участия в проекте Transbus и хотела получить опыт в производстве городских автобусов. Компания Western Flyer, в свою очередь, хотела выйти на более крупный американский рынок и из-за требований «Покупай Америку» нуждалась в сборщике в США. В дизайн D700 были внесены внешние изменения, и автобус выпускался под названием AM General Metropolitan. Наиболее заметным изменением стала форма боковых окон, которые были прямоугольными, а не наклонными, как у D700, созданного в стиле New Look. В общей сложности было выпущено 5212 автобусов, каждый из которых поступал в транспортные агентства США в период с 1974 по 1979 год. С 1971 года автобус выпускался под названием Flyer 800. Первым заказчиком стал WMATA. Кроме автобусов с ДВС, также выпускались троллейбусы E800.
- AM General Metropolitan в Портленде (1984)
- Троллейбус на базе AM General в Сиэтле (1986)
- E800 в Сан-Франциско (2017)

### Flyer 900
Flyer D900 является фейслифтингом D800 с двумя плоскими стёклами вместо ветрового стекла «Аквариум». Лобовое стекло со стороны водителя было наклонено для уменьшения бликов и отражений. Производство D900 началось в 1978 году вместо D800 и продолжалось вплоть до 1987 года, когда был выпущен последний D901. У автобуса Flyer D901 ветровое стекло водителя изогнуто вокруг боковой части автобуса. D901A имел несколько укороченную колёсную базу с более широкой передней дверью для того, чтобы одновременно производить посадку и высадку пассажиров. Всего было выпущено 1796 автобусов D90x.

Как и в случае с предыдущими поколениями, на базе автобусов Flyer D900 выпускались троллейбусы E901A (позднее — E902). Всего было выпущено 246 троллейбусов, каждый из которых поступил в BC Transit.
- D900 (Seattle Metro)
- D901 (MBTA)
- E902 в Ванкувере (1985)